# Mercedes-AMG
Mercedes-AMG GmbH – firma od 2005 roku należąca w całości do koncernu Mercedes-Benz Group, zajmująca się produkcją samochodów sportowych. Siedziba mieści się w Affalterbach, niedaleko Stuttgartu w Niemczech. Roczna sprzedaż (2015) wynosi 70 000 pojazdów.

## Historia
Firma powstała w 1967 roku. AMG to skrót od „Aufrecht Melcher Großaspach” – dwa pierwsze człony to nazwiska założycieli, a ostatni to miejsce pierwszej siedziby firmy, miasto w okolicach Stuttgartu. Przez długi czas swej działalności firma AMG przerabiała niektóre modele Mercedes-Benz głównie na potrzeby sportu, a później sporadycznie na specjalne zamówienia szczególnie wymagających klientów. Stała współpraca z Mercedes-Benz rozpoczęła się pod koniec lat 80., początkowo od dostarczania elementów stylizacyjnych. W połowie lat 90. zaczęły się pojawiać gruntownie zmodyfikowane modele samochodów Mercedes-Benz, które otrzymywały nowe oznaczenie. Po ujednoliceniu nazewnictwa modeli Mercedes-Benz przyjęło się, że modele zmodyfikowane przez AMG otrzymują 2-cyfrowe zamiast 3-cyfrowego, oznaczenie wersji silnikowej oraz dodatkowo skrót AMG – np.: SL 55 AMG albo C 30 AMG. Aktualnie prawie wszystkie modele samochodów osobowych Mercedes-Benz mają co najmniej jedną seryjną wersję AMG. Wyjątki to klasy B (W246), GLK (X204), V (W447) oraz model Citan.
Silniki stosowane w 2007/2008 roku:

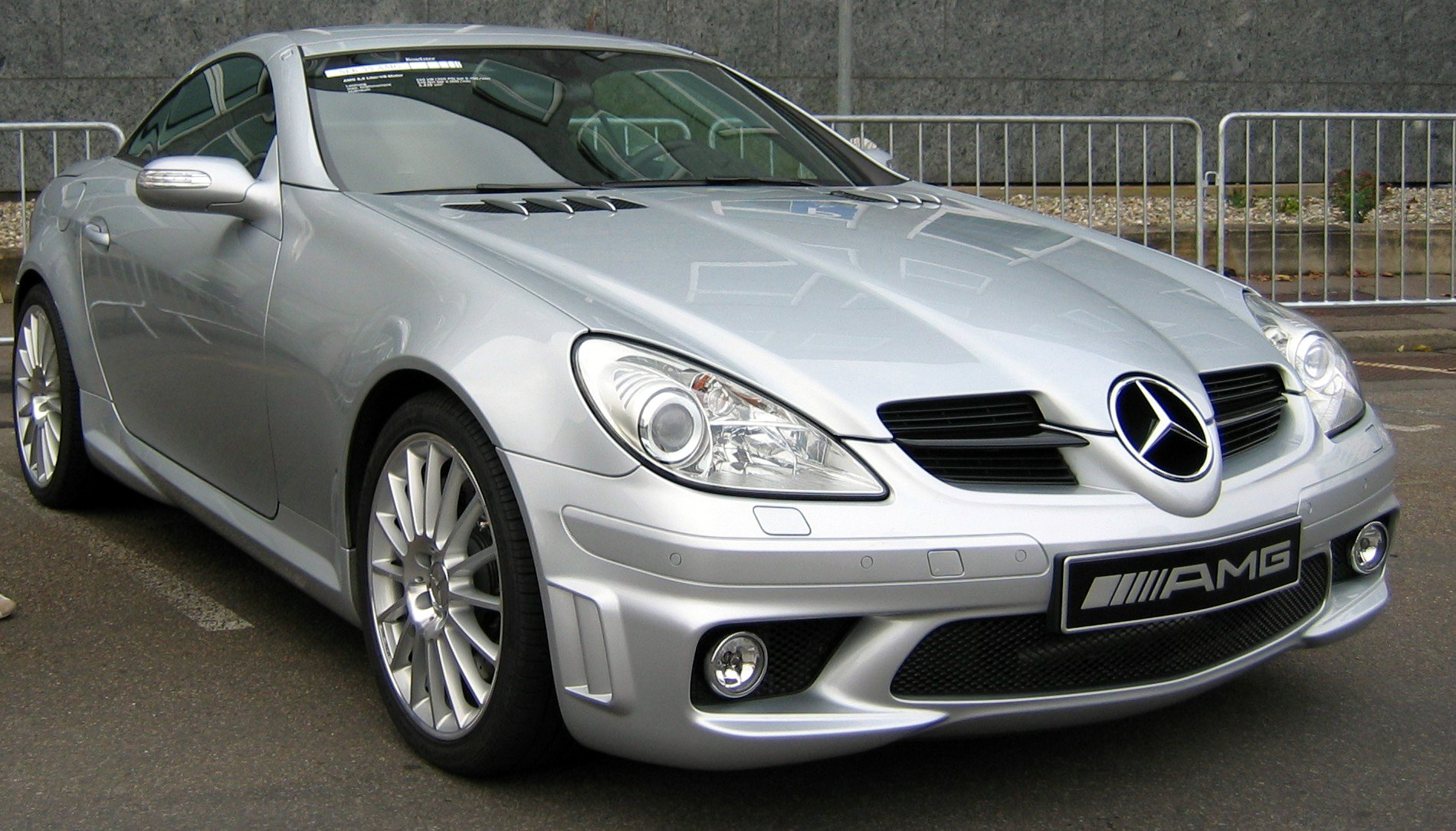
Mercedes SLK 55 AMG (R171)

- Oznaczenie 65 AMG (M275 AMG) – poj. 5980 cm³, V12 – 36V, moc. 612 KM przy 4800 obr./min. – maks. moment obrotowy 1000 Nm w przedziale 2000 – 4000 obr./min. (ograniczony elektronicznie). Wyposażony w dwie turbosprężarki. Dostępny w klasach – S, CL, SL.
- Oznaczenie 63 AMG* (M156) – poj. 6208 cm³, V8 – 32V, moc. 525 KM przy 6800 obr./min. – maks. moment obrotowy 600 Nm przy 6800 obr./min. Dostępny w klasach – C, E, S, SL, CL, CLK, CLS, ML, G.
- Oznaczenie 55 AMG (M113 E55 ML) – poj. 5439 cm³, V8 – 24V, moc. 500 KM przy 6100 obr./min. – maks. moment obrotowy 700 Nm w przedziale 2750 – 4000 obr./min. Wyposażony w kompresor / dostępny w klasie – G.
- Oznaczenie 55 AMG (M113 E55) – poj. 5439 cm³, V8 – 24V, moc 360 KM przy 6100 obr./min. – maks. moment obrotowy 510 Nm w przedziale 2750 – 4000 obr./min. Dostępny w klasie – SLK.

Maksymalna moc silnika (M157) oznaczonego 63 AMG różni się w zależności od klasy w której jest zamontowany, dla C osiąga moc – 457 KM, natomiast dla S, SL, CL – 525 KM, dla modelu SLS moc silnika osiąga – 571 KM.

## Modyfikacje
Seryjny model AMG to istotnie zmodyfikowana wersja seryjna samochodu Mercedes-Benz – szeroki zakres modyfikacji silnika (są to w zasadzie już osobne konstrukcje), przeprogramowana i zmodyfikowana automatyczna skrzynia biegów, zmodyfikowane zawieszenie oraz inny, wyczynowy układ hamulcowy (czasami z tarczami ceramicznymi), a także liczne zmiany w wyglądzie pojazdu – inna tapicerka, fotele, elementy wykończeniowe, wskaźniki, zmienione zderzaki, felgi, elementy aerodynamiczne.
Oprócz seryjnych modeli AMG, możliwe jest także dokupienie pakietów stylizacyjnych do standardowych wersji każdego modelu Mercedes-Benz. Taki pakiet obejmuje zmiany pewnych elementów wyglądu samochodu oraz podstawowe modyfikacje techniczne (tj. zawieszenie pojazdu, końcówki układu wydechowego, układ sterowniczy). Moc pojazdu jednak nie ulega zmianie.
Firma AMG realizuje też specjalne zamówienia na nietypowe modyfikacje, ale nie jest to podstawowa działalność, którą obecnie stanowi sprzedaż seryjnych wersji AMG oraz akcesoriów i pakietów stylizacyjnych.
Mercedes-AMG podtrzymuje tradycje i zasadę – „jeden człowiek, jeden silnik”. Oznacza to, że każdy silnik AMG jest montowany przez jedną osobę, która za ten montaż odpowiada. Na gotowym silniku znajduje się plakietka z imieniem i nazwiskiem mechanika, który ten silnik zmontował. Mercedes-AMG produkuje również masowo modele silników typu AMG. Silniki te jednak trafiają tylko do kilku seryjnych modeli pojazdów.
Silniki AMG stosowane są także w konstrukcjach innych niż Mercedes-Benz producentów, m.in. w supersportowym Pagani Zonda.

## Sport
AMG od początku angażuje się w sport motorowy. W latach 70. samochody AMG startowały w 24-godzinnym wyścigu na torze Spa w Belgii oraz w wyścigach samochodów turystycznych. Obecnie samochody Mercedes-AMG startowały do 2018 roku w wyścigach DTM, czyli niemieckich mistrzostwach samochodów turystycznych. Od wielu lat, samochody Mercedes-AMG są też obecne w Formule 1 jako tzw. „Safety Cars”, czyli pojazdy które prowadzą wyścig w przypadku wystąpienia niebezpiecznej sytuacji. W sezonie 2019 rolę „Safety Car” pełni Mercedes-Benz AMG GT.